# Herb gminy Ruda-Huta
Herb gminy Ruda-Huta – symbol gminy Ruda-Huta, ustanowiony 30 marca 1994.

## Wygląd i symbolika
Herb przedstawia na tarczy w polu niebieskim srebrną podkowę zwieńczoną krzyżem, a na krzyżu czarnego kruka skierowanego w prawo z pierścieniem w dziobie. Jest to godło z herbu Ślepowron, którym posługiwał się miejscowy ród Kamieńskich.